# Decaspermum humile
Decaspermum humile là một loài thực vật có hoa trong Họ Đào kim nương. Loài này được (Sweet ex G.Don) A.J.Scott mô tả khoa học đầu tiên năm 1979.